# هیپوناترمی
منظور از هیپوناترمی (hyponatremia) یا کم‌سُدیُمی خون، کاهش سطح خونی یون سدیم در بدن است. میزان طبیعی سدیم خون ۱۳۵–۱۴۵ mEq/dL است که معمولاً کاهش آن را به زیر ۱۳۶ میلی مول بر لیتر را هیپوناترمی می‌نامند و علت آن دفع مقادیر زیاد یون‌های سدیم بیش از دفع آب بدن است یا دفع سدیم و آب از بدن همراه با جایگزینی آب و بدون جایگزینی کافی سدیم می‌باشد که به‌عنوان مسمومیت آبی هم یاد می‌شود.

## علل هیپوناترمی
کاهش سطح سدیم خون در اثر از دست دادن سدیم یا احتباس آب یا هردو رخ می‌دهد. یک روش مفید برای دسته‌بندی بیماران مبتلا به هیپوناترمی قرار دادن آن‌ها در سه گروه براساس وضعیت حجم مایع در گردش (یعنی هیپوناترمی هیپووولمیک، یووولمیک، و هیپروولمیک) می‌باشد به عنوان مثال احتباس آب مانند نارسایی احتقانی قلب، ترشح نابجای هورمون آنتی دیورتیک(SIADH)، پرنوشی، نارسایی کلیوی و نارسایی کبدی. سایر علل مانند سرطان، مصرف مهارکننده‌های ACE، بیماری آدیسون، اسهال و استفراغ، کتون‌یوریا در دیابت شیرین، اسیدوز توبولی کلیوی.

## علائم هیپوناترمی
هیپوناترمی با نشانه‌های گرفتگی عضلانی، ضعف و بیحالی، تهوع، استفراغ، خستگی، اسپاسم و سردرد بروز می‌کند. علائم هشداردهنده وخیمتر عبارتند از: تشنج، توهم، اغتشاش شعور، از دست دادن هشیاری و اغماء. شایعترین اختلالات مشاهده شده در نوار قلبی عبارتند از: موج T قرینه و معکوس (۳۰٪) صعود قطعه ST (۲۰٪) نزول قطعه ST (۱۸٪) موج T بی فازیک یا صاف (۱۶٪) موج U برجسته (۱۲٪) موج Q پاتولوژیک (۸٪)

## درمان هیپوناترمی
هیپوناترمی به‌طور معمول با ترکیبی از مایعات درون‌سیاهرگی (داخل وریدی) برای بازیابی تعادل آب به سدیم درمان می‌شود. همچنین ممکن است دریافت کنترل شده آب و نمک برای درمان لازم باشد. میزان تصحیح باید نسبتاً آهسته باشد (Na+]=۰/۵mmol/L] در ساعت). تصحیح سریع‌تر ممکن است موجب میلینولیز مرکزی پونز (پل مغز) شود، به‌خصوص اگر هیپوناترمی طولانی بوده‌ باشد.